# Église Saint-Front de Mézangers
L'église Saint-Front est située à Mézangers, en Mayenne.

## Histoire
L'église est dédiée à Front de Périgueux. Saint Front était représenté en évêque dans l'église et la fête patronale est au 25 octobre. 
Les Insinuations ecclésiastiques et les registres paroissiaux nomment aussi l'église Notre-Dame de Mézangers, ou Saint-Front ou Notre-Dame, 1568, ou encore Saint-Étienne de Mézangers, 1688. Mais ce sont, pour l'Abbé Angot, les indices de dévotions locales. 
L'inventaire se fit le 12 mars 1906.

## Sauvegarde
En mai 2024, une association de sauvegarde de l'église a vu le jour. Nommée Association Saint-Front de Mézangers, elle a pour but « de veiller à son bon entretien et de la faire vivre ».

## Architecture et extérieurs
L'église primitive comprenait la nef, telle qu'elle existe avec ses contreforts doubles aux angles de la façade et sa porte romane ; la tour formant avant-chœur, flanquée aussi extérieurement de contreforts peu saillants, et une double baie romane sur chaque face ; le chœur enfin en abside éclairé de trois fenêtres en plein cintre. 

## Intérieur
Au XIVe siècle, on construisit au côté Nord de la tour une première chapelle destinée au seigneur du Rocher, avec fenêtre ogivale ornée plus tard d'un vitrail, une Pietà, conservée dans la sacristie. 
La chapelle méridionale, symétrique à la précédente, n'a été construite qu'en 1880, époque où furent faites aussi les deux absidioles, et où l'église entière fut restaurée. Dans la chapelle nord étaient les bas-reliefs représentant sous des arcatures gothiques les apôtres, groupés deux par deux, qu'on a replacés à l'entrée du chœur. Une tombe maçonnée, profonde de deux mètres, placée transversalement à l'entrée du chœur, devant le passage conduisant à la chapelle méridionale, a été reconnue lors de travaux au début du XXe siècle.
Avant les restaurations de 1880, le maître-autel masquait l'abside du chœur, et contre les minuscules absidioles qui accostaient l'arcade du haut de la nef, étaient également plaqués deux petits retables. Ces autels avaient été faits vers la même époque. 

Armes des Bouillé : D'argent à la fasce de gueules frettée de sable, accompagnée de deux burelles de gueules.

Les écussons placés sur ces autels ou disséminés dans l'église ont été disposés autour du chœur :Ce sont ceux de la Bouillé, ceux de Foix et de Béarn que s'attribuait, simples ou avec brisures, François de Foix, seigneur du Rocher. Les armes de René de Bouillé et de Renée de Laval, sa femme, ont été transportées, avec le tombeau de cette dernière, du chœur dans la chapelle neuve. 
Saint Étienne était l'objet d'une dévotion locale. En 1498, il est fait des dons à saint Estienne de Mesangé. À son autel, Jean Fourmond, curé, fonda le 9 mai 1595 la chapelle des Baignardières, dont on connaît les titulaires jusqu'à la Révolution française. La chapelle de Sainte-Catherine, fondée en 1446, fut transférée au château du Rocher. La chapelle seigneuriale est dite de Sainte Rose en 1520. La confrérie du Rosaire avait son autel en 1646.

## Source
- « Église Saint-Front de Mézangers », dans Alphonse-Victor Angot et Ferdinand Gaugain, Dictionnaire historique, topographique et biographique de la Mayenne, Laval, A. Goupil, 1900-1910 [détail des éditions] (BNF 34106789, présentation en ligne)